# کمینگاه دزدان (فیلم)
کمینگاه دزدان یا لانه دزدان (انگلیسی: Den of Thieves) یک فیلم سرقت و اکشن آمریکایی که در سال ۲۰۱۸ منتشر شد. از بازیگران آن می‌توان به جرارد باتلر، فیفتی سنت، پابلو شرایبر، ایوان جونز و داون اولیویری اشاره کرد. در این فیلم، گروهی از اداره کلانتری شهر لس آنجلس به دنبال یک باند دزد متشکل از تفنگداران دریایی سابق MARSOC هستند که قصد دارند از فدرال رزرو در لس آنجلس سرقت کنند.
این فیلم نقدهای متفاوتی دریافت کرد و ۸۰ میلیون دلار در سراسر جهان فروخت. دنباله آن، کمینگاه دزدان ۲: پنترا در سال ۲۰۲۵ در ایالات متحده اکران شد.

## خلاصه
داستان فیلم لانه دزدان در مورد گروه زبده‌ای از اداره پلیس شهر لس آنجلس به فرماندهی نیک فلانگان و گروه بسیار حرفه‌ای از سارقان بانک است که قصد دارند تا از بانک پشتیبانی فدرال در مرکز شهر لس آنجلس سرقت کنند. اما…